# Marcel Schelbert
Marcel Schelbert (* 26. Februar 1976) ist ein ehemaliger Schweizer Leichtathlet, der für den LC Zürich startete. Seine Spezialdisziplin war der 400-Meter-Hürdenlauf. Sein grösster Erfolg war der Gewinn der Bronzemedaille an den Leichtathletik-Weltmeisterschaften 1999. Er wurde in diesem Jahr auch zum Schweizer Sportler des Jahres gewählt.
Nach Verletzungen und Motivationsproblemen trat Schelbert 2003 vom Spitzensport zurück. Er arbeitet heute bei einer Bank.

## Erfolge
- 1995: 2. Rang Junioreneuropameisterschaften 400 Meter Hürden
- 1996: Schweizer Meister 400 Meter Hürden
- 1997: 2. Rang U23-Europameisterschaften 400 Meter Hürden; Schweizer Meister 400 Meter Hürden
- 1999: 3. Rang Weltmeisterschaften 400 Meter Hürden; Schweizer Meister 400 Meter Hürden
- 2000: Schweizer Meister 400 Meter Hürden
- 2002: Schweizer Meister 400 Meter Hürden

## Persönliche Bestleistungen
- 400-Meter-Hürdenlauf: 48,13 s, 27. August 1999 in Sevilla, Schweizer Rekord
- 400-Meter-Lauf: 46,05 s, 20. September 1997